# John Ehrman
John Patrick William Ehrman (17 de marzo de 1920 - 15 de junio de 2011) fue un historiador británico, principalmente conocido por su biografía en tres volúmenes de William Pitt, el Joven.
Boyd Hilton ha dicho que "Pitt dominó la política de sus tiempos y los volúmenes de John Ehrman... dominan la historiografía. No es una biografía, y de hecho no está claro que Pitt tenía una vida interior para hacer biografía, pero es una cuenta cabal de la política 'la vida y los tiempos'."
Ehrman se casó con la hija de Sir Geoffrey Blake.

## Trabajos
- The Navy in the War of William III, 1689–1697 (Cambridge University Press, 1953).
- Cabinet Government and  War, 1890–1940 (Cambridge University Press, 1958).
- The British Government  and Commercial Negotiations with Europe 1783–1793 (Cambridge University Press, 1962).
- The Younger Pitt
  - The Years of Acclaim (Constable, 1969).
  - The Reluctant Transition (Constable, 1983).
  - The Consuming Struggle (Constable, 1996).